# Verwaltungsgliederung Bayerns
Die Verwaltungsgliederung des im Jahr 1806 gegründeten Königreichs Bayern wurde zur Eingliederung der neu erworbenen Gebiete im Jahre 1808 völlig neu gestaltet. Mit dem Gemeindeedikt vom 17. Mai 1818 wurden auch die Gemeinden in Bayern eingerichtet. Bis dahin waren die Obmannschaften die Verwaltungseinheiten der untersten Ebene. Bayern wurde in 15 Kreise eingeteilt, deren Namen sich nach Flüssen richteten. 1810 wurden sechs Kreise, 1814 wurde ein weiterer Kreis aufgelöst. Nach dem Wiener Kongress wurde 1816 der Rheinkreis, die spätere Pfalz, als neuer Kreis gebildet und bis 1817 wurden aufgrund der Gebietsabtretungen weitere zwei Kreise aufgelöst, so dass bei der Verwaltungsneugliederung von 1817 nur noch acht Kreise bestanden. Diese erhielten 1838 anstelle der Flussnamen die Bezeichnungen nach den alten Herzogtümern. Diese Bezeichnungen wurden später in die noch heute bestehenden Regierungsbezirke geändert.
Die Kreise bzw. Regierungsbezirke waren und sind bis heute in untere Verwaltungsbehörden gegliedert, die im Laufe der Geschichte unterschiedliche Bezeichnungen hatten. Bis 1862 handelte es sich um die Landgerichte älterer Ordnung (LG), Herrschaftsgerichte (HG), Gerichts- und Polizeibehörden (GuP) und kreisunmittelbaren Städte.  Die Landgerichte als Verwaltungseinheiten der unteren Ebene waren mit Verwaltungs- und Justizaufgaben betraut. Die Trennung der administrativen und juristischen Aufgaben in Bayern ließ 1862 die Bezirksämter entstehen. Die Umbenennung der Landgerichte (die ab 1862 nur noch Justizaufgaben hatten) in Amtsgerichte erfolgte 1879. Die unteren Verwaltungsbehörden waren ab 1862 die Bezirksämter und kreisunmittelbaren Städte, ab 1939 die Landkreise und Stadtkreise, dann kreisfreien Städte, und seit 1972 sind es die Landkreise und kreisfreien Städte.
Dieser Artikel stellt die Veränderungen bei den Kreisen/Regierungsbezirken bzw. unteren Verwaltungsbehörden (Gerichte/Bezirksämter/Landkreise/kreisfreie Städte) in Bayern von 1808 bis heute dar. Dabei werden auch die Gebiete berücksichtigt, die heute nicht mehr zu Bayern gehören.

## Verwaltungsgliederung vor 1808
Die historische Gliederung Bayerns in die Rentämter München, Landshut, Straubing, Burghausen und Amberg wurde bereits 1802 durch den Minister Maximilian von Montgelas aufgehoben. Die nach 1802 bestehenden Rentämter sind die den einzelnen Landgerichtsbezirken zugeordneten Steuer- und Verwaltungsbehörden (ab 1919 die Reichsbehörde Finanzamt).
Ab 1799 wurden zwischenzeitlich Landesdirektionen als neue Mittelbehörden eingerichtet.  Die Landesdirektion München (offiziell erst 1803 so bezeichnet) war für Ober- und Niederbayern zuständig. Die Umwandlung der Regierungen Amberg und Neuburg in die Landesdirektionen Amberg (für die Oberpfalz mit Sulzbach) und Neuburg (für Pfalz-Neuburg) erfolgte ebenfalls 1799. Mit den Erwerb neuer Gebiete wurden 1803 weitere Direktionen eingerichtet:
- Landesdirektion Schwaben in Ulm für das Hochstift Augsburg u. a.
- Landesdirektion Bamberg für das Hochstift Bamberg u. a.
- Landesdirektion Würzburg für das Hochstift Würzburg u. a.

Diese Landesdirektionen wurden 1808 mit der Einrichtung der Kreise aufgelöst.

## Verwaltungsgliederung 1808 bis 1817

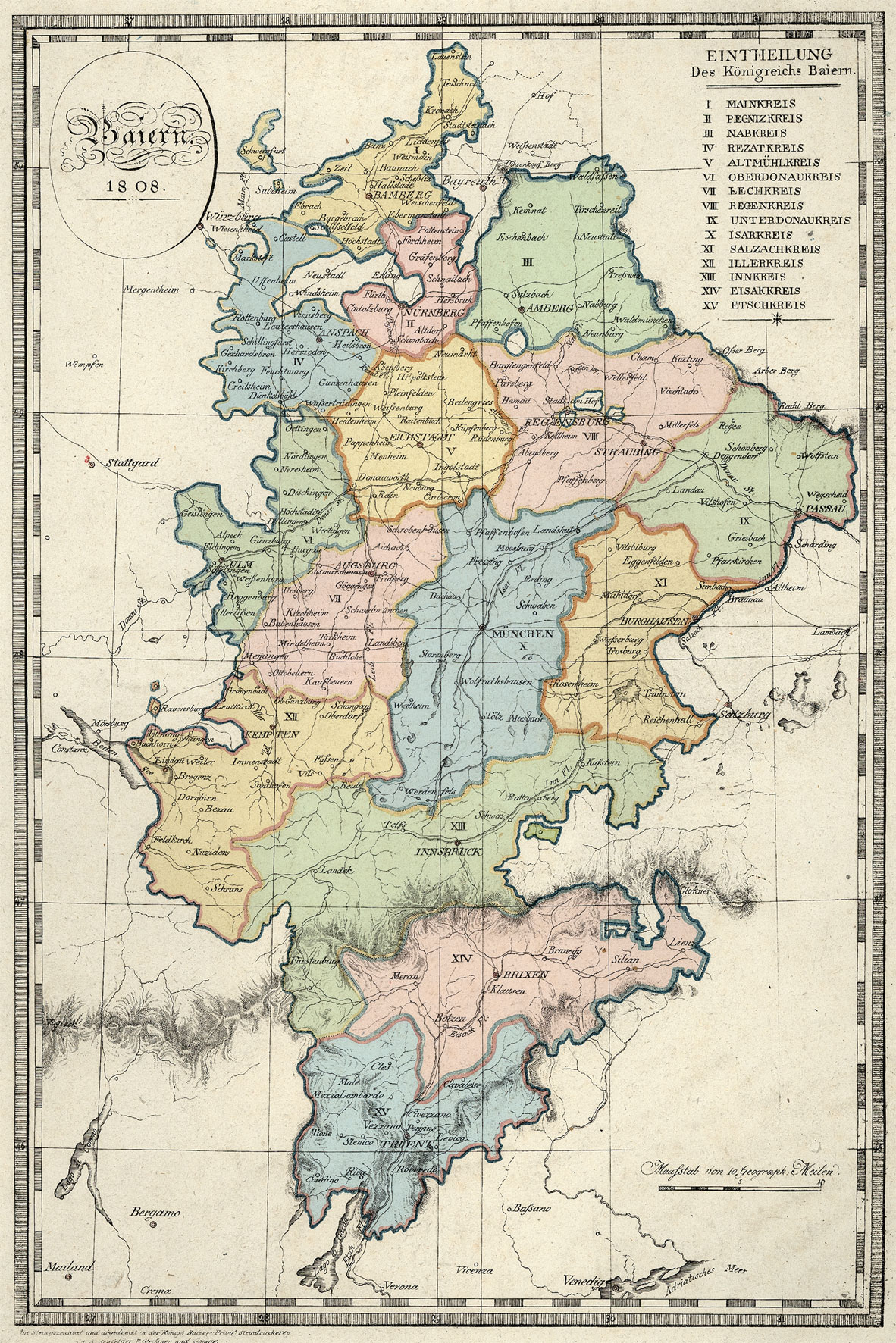
Verwaltungsgliederung 1808

Im Jahr 1808 kam es zu einer grundlegenden Neuordnung der Verwaltung Bayerns, die von Maximilian von Montgelas initiiert wurden. Montgelas war damals der leitende Minister des zwei Jahre zuvor gegründeten Königreichs Bayern. Im Rahmen dieser Reform wurde auch die mittlere Verwaltungsebene komplett umgestaltet, wobei die historisch gewachsenen Territorialeinheiten aufgelöst und stattdessen fünfzehn administrative Kreise geschaffen wurden.
Bei den im Jahr 1808 geschaffenen Kreisen handelte es sich um:
1. Altmühlkreis (bis 1810): Der Altmühlkreis mit der Hauptstadt Eichstätt bestand zunächst aus 21 Landgerichten und ab 1809 aus drei unmittelbaren Städten und der Grafschaft Pappenheim. 1809 wurden einige Landgerichte zusammengelegt und 1810 wurde der Altmühlkreis wieder aufgelöst. Sein Gebiet wurde überwiegend dem Oberdonaukreis zugeordnet. Das Landgericht Riedenburg kam jedoch zum Regenkreis.
  1. Kreisunmittelbare Städte: Eichstätt, Ingolstadt, Neuburg an der Donau
  2. Landgerichte: Beilngries, Donauwörth, Eichstätt, Heidenheim, Hilpoltstein, Ingolstadt, Kipfenberg, Monheim, Neuburg an der Donau, Neumarkt in der Oberpfalz, Pleinfeld, Rain, Raitenbuch, Riedenburg, Weißenburg
2. Eisackkreis (bis 1810): Der Eisackkreis mit der Hauptstadt Brixen umfasste zunächst sieben Landgerichte und ab 1809 die kreisunmittelbaren Städte Bozen und Brixen. 1810 wurde der Eisackkreis unter Abtrennung der Landgerichte Bozen, Lienz und Sillian, die damals aus Bayern ausschieden, dem Innkreis zugeteilt.
  1. Kreisunmittelbare Städte: Bozen, Brixen
  2. Landgerichte: Bozen, Brixen, Bruneck, Klausen, Lienz, Meran, Sillian
3. Etschkreis (bis 1810): Der Etschkreis mit der Hauptstadt Trient umfasste 14 Landgerichte und ab 1809 die kreisunmittelbaren Städte Rovereto und Trient. 1810 wurde der Etschkreis an das napoleonische Königreich Italien abgetreten.
  1. Kreisunmittelbare Städte: Rovereto, Trient
  2. Landgerichte: Cavalese, Civezzano, Cles, Condino, Levico, Malè, Mezzolombardo (Welschmez), Pergine, Riva, Rovereto, Stenico, Tione, Trient, Vezzano
4. Illerkreis: Der Illerkreis mit der Hauptstadt Kempten umfasste zunächst 21 Landgerichte und seit 1809 die kreisunmittelbaren Städte Kempten und Lindau, ab 1810 auch Memmingen. 1810 kamen einige Landgerichte an das Königreich Württemberg, gleichzeitig wurde er um einige Landgerichte des Innkreises und des Lechkreises vergrößert, musste jedoch 1814 einige Landgerichte an Österreich abgeben. 1817 wurde der Illerkreis fast ganz dem Oberdonaukreis angegliedert, lediglich das Landgericht Schongau kam zum Isarkreis.
  1. Kreisunmittelbare Städte: Kempten, Lindau (Bodensee), Memmingen (ab 1810)
  2. Landgerichte: Babenhausen (Herrschaftsgericht, ab 1813), Bregenz ¹, Buchhorn ², Buchloe (ab 1810), Buxheim (Herrschaftsgericht, ab 1813), Dornbirn ¹, Edelstetten (Herrschaftsgericht, ab 1816), Elchingen (ab 1810), Feldkirch ¹, Füssen, Grönenbach, Günzburg (ab 1810), Illereichen (Herrschaftsgericht, ab 1814), Illertissen (ab 1810), Immenstadt, Inner-Bregenzer-Wald ¹, Kaufbeuren (ab 1810), Kempten, Kirchheim (Herrschaftsgericht, ab 1814), Leutkirch ², Lindau, Mindelheim (ab 1810), Montafon ¹, Oberdorf (Marktoberdorf), Obergünzburg, Ottobeuren (ab 1810), Ravensburg ², Reutte (ab 1810) ¹, Roggenburg (ab 1810), Schongau, Schwabmünchen (ab 1810), Sonnenberg ¹, Sonthofen, Tettnang ², Thannhausen (Herrschaftsgericht, ab 1814), Türkheim (ab 1810), Ursberg (ab 1810), Wangen ², Weiler
5. Innkreis (bis 1814): Der Innkreis mit der Hauptstadt Innsbruck umfasste zunächst nur acht Landgerichte und seit 1809 die kreisunmittelbare Stadt Innsbruck. Ab 1810 wurden 18 Landgerichte neu errichtet. Ab 1810 kamen Landgerichte zum Iller- und Salzachkreis. Im Gegenzug wurden Landgerichte des Isarkreises und der Rest des Eisackkreises, darunter die kreisunmittelbare Stadt Brixen, eingegliedert. 1814 wurde der Innkreis an Österreich abgegeben. Lediglich das Landgericht Werdenfels verblieb bei Bayern und wurde dem Isarkreis angegliedert.
  1. Kreisunmittelbare Städte: Brixen (ab 1810), Innsbruck
  2. Landgerichte: Brixen (ab 1810), Bruneck (ab 1810), Enneberg (ab 1810), Fürstenburg, Glurns, Hall, Imst, Innsbruck, Kastelruth (ab 1810), Kitzbühel, Klausen (ab 1810), Kufstein, Lana, Landeck, Meran (ab 1810), Mühlbach (ab 1810), Passeier (ab 1810), Rattenberg, Reutte, Ried (ab 1810), Sarntal (ab 1810), Schlandern (ab 1810), Schwaz, Silz, Steinach, Sterzing (ab 1810), Stubai (ab 1810), Taufers (ab 1810), Telfs, Welsberg (ab 1810), Werdenfels (ab 1810), Zell am Ziller (ab 1811)
6. Isarkreis: Der Isarkreis mit der Hauptstadt München umfasste zunächst 14 Landgerichte und seit 1809 die kreisunmittelbaren Städte München und Landshut. 1810 wurde er erheblich vergrößert. 1817 wurde er erneut vergrößert, gab aber auch einige Landgerichte an den Oberdonaukreis ab.
  1. Kreisunmittelbare Städte: München, Landshut
  2. Landgerichte: Aichach (ab 1810), Brannenburg (Herrschaftsgericht, ab 1814), Dachau, Ebersberg (ab 1812) Erding, Freising, Friedberg (ab 1810), Landsberg (ab 1810), Landshut, Miesbach, Moosburg, Mühldorf (ab 1810), München, Neubeuern (Herrschaftsgericht, ab 1813), Pfaffenhofen, Prien (Herrschaftsgericht, ab 1813), Rosenheim (ab 1810), Schrobenhausen (ab 1810), Schwaben (bis 1812) Starnberg, Tegernsee (Herrschaftsgericht des General-Postdirektors Freiherr von Drechsel, ab 1814), Tölz, Trostberg (ab 1810), Vilsbiburg (ab 1810), Wasserburg (ab 1810), Weilheim, Werdenfels (bis 1810 und ab 1814), Wolfratshausen
7. Lechkreis (bis 1810): Der Lechkreis mit der Hauptstadt Augsburg umfasste 13 Landgerichte und seit 1809 die kreisunmittelbaren Städte Augsburg und Memmingen. Bereits 1810 wurde der Lechkreis aufgelöst. Seine Landgerichte wurden auf den Iller-, Isar- und Oberdonaukreis aufgeteilt.
  1. Kreisunmittelbare Städte: Augsburg, Memmingen
  2. Landgerichte: Aichach, Buchloe, Friedberg, Göggingen, Kaufbeuren, Landsberg, Mindelheim, Ottobeuren, Schrobenhausen, Schwabmünchen, Türkheim, Ursberg, Zusmarshausen
8. Mainkreis: Der Mainkreis mit der Hauptstadt Bamberg umfasste zunächst 18 Landgerichte und seit 1809 die kreisunmittelbaren Städte Bamberg und Schweinfurt. 1810 wurde er erheblich vergrößert. 1812 wurde er erneut vergrößert, indem er unter anderem zwölf Landgerichte des Fürstentums Bayreuth erhielt. Kreisstadt wurde dann Bayreuth.
  1. Kreisunmittelbare Städte: Bamberg, Bayreuth (ab 1812), Hof (ab 1812), Schweinfurt
  2. Landgerichte: Bamberg I, Bamberg II, Banz LG (ab 1813 HG), Bayreuth (ab 1812), Burgebrach, Ebermannstadt (ab 1804), Ebnath (Herrschaftsgericht, ab 1816), Ebrach (1808–1812), Eschenbach (ab 1810), Gefrees (ab 1812), Gleusdorf, Hallstadt, Heinersreuth (Herrschaftsgericht, ab 1816), Höchstadt (1803–1810), Hof (ab 1812), Hollfeld, Kemnath (ab 1810), Kirchenlamitz (ab 1812), Kronach, Kulmbach (ab 1812), Lauenstein, Lichtenfels, Mitwitz (Herrschaftsgericht, ab 1813), Münchberg (ab 1812), Naila (ab 1812), Neustadt an der Waldnaab (ab 1810), Pegnitz (ab 1812), Pottenstein (ab 1810), Rehau (ab 1812), Scheßlitz, Schweinfurt (1804–1806), Selb (ab 1812), Seßlach (ab 1812), Stadtsteinach, Tambach (Herrschaftsgericht, ab 1814), Teuschnitz, Tirschenreuth (ab 1810), Waldsassen (ab 1810), Weidenberg (ab 1812), Weismain, Wunsiedel (ab 1812)
9. Naabkreis (bis 1810): Der Naabkreis mit der Hauptstadt Amberg umfasste 12 Landgerichte und seit 1809 die kreisunmittelbare Stadt Amberg. Bereits 1810 wurde er aufgelöst, der nördliche Teil wurde dem Mainkreis, der südliche Teil dem Regenkreis zugeteilt.
  1. Kreisunmittelbare Stadt: Amberg
  2. Landgerichte: Amberg, Eschenbach, Kastl, Kemnath, Nabburg, Neunburg vorm Wald, Neustadt an der Waldnaab, Pfaffenhofen, Sulzbach, Tirschenreuth, Treswitz, Vohenstrauß, Waldmünchen, Waldsassen
10. Oberdonaukreis: Der Oberdonaukreis mit der Hauptstadt Ulm umfasste zunächst zwölf Landgerichte und seit 1809 die kreisunmittelbaren Städte Ulm und Nördlingen. Dann kamen verschiedene Herrschaftsgerichte dazu, so dass er 1810 erheblich vergrößert wurde. Er gab aber auch Gebiete an den Illerkreis und an Württemberg ab. Sitz des Generalkreiskommissariats wurde 1810 Eichstätt (ab 1817 dann Augsburg).
  1. Kreisunmittelbare Städte: Augsburg (ab 1810), Donauwörth (ab 1810), Eichstätt (ab 1810), Ingolstadt (ab 1810), Neuburg an der Donau (ab 1810), Nördlingen, Ulm (bis 1810)
  2. Landgerichte: Alpeck, Beilngries (ab 1810), Burgau, Dillingen, Donauwörth (ab 1810), Elchingen, Ellingen (Herrschaftsgericht, ab 1815), Geislingen (bis 1810), Göggingen (ab 1810), Greding (ab 1812), Günzburg (bis 1810), Heidenheim (ab 1810), Hilpoltstein (ab 1810), Höchstädt, Ichenhausen (Herrschaftsgericht, ab 1816), Illertissen, Ingolstadt (ab 1810), Kipfenberg (1810–1817), Nördlingen, Pleinfeld (ab 1810), Rain (ab 1810), Raitenbuch (ab 1810), Roggenburg (bis 1810), Söflingen (bis 1810), Ulm (ab 1811), Wackerstein (Herrschaftsgericht, ab 1814), Weißenburg (ab 1810), Wertingen, Zusmarshausen (ab 1810)
11. Pegnitzkreis (bis 1810): Der Pegnitzkreis mit der Hauptstadt Nürnberg umfasste neun Landgerichte und seit 1809 die kreisunmittelbaren Städte Nürnberg, Fürth und Schwabach. Bereits 1810 wurde er wieder aufgelöst. Sein Gebiet wurde fast ganz dem Rezatkreis zugeordnet, lediglich das Landgericht Pottenstein wurde dem Mainkreis zugeteilt.
  1. Kreisunmittelbare Städte: Fürth, Nürnberg, Schwabach
  2. Landgerichte: Altdorf, Cadolzburg, Forchheim, Gräfenberg, Hersbruck, Lauf, Nürnberg, Pottenstein, Schnaittach, Schwabach
12. Regenkreis: Der Regenkreis mit der Hauptstadt Straubing umfasste zunächst 13 Landgerichte und seit 1809 die kreisunmittelbare Stadt Straubing. 1810 wurde er erheblich vergrößert, unter anderem durch das Fürstentum Regensburg. Danach wurde Regensburg Sitz des Generalkreiskommissariats. Der Regenkreis gab aber auch Gebiete an den Unterdonaukreis ab.
  1. Kreisunmittelbare Städte: Amberg (ab 1810), Regensburg (ab 1810), Straubing
  2. Landgerichte: Abensberg, Amberg (ab 1810), Barbing (kurzzeitig 1811), Burglengenfeld, Cham, Hemau, Kastl (ab 1810), Kelheim, Kipfenberg (1817–1837, HG von Nov. 1817–1833), Kötzting, Laberweinting (Herrschaftsgericht, ab 1814), Mitterfels (bis 1810), Nabburg (ab 1810), Neuburg vorm Wald (ab 1810), Parsberg, Pfaffenberg, Regenstauf (ab 1811), Riedenburg (ab 1810), Roding (ab 1814), Stadtamhof, Straubing (bis 1810), Sulzbach (ab 1810), Viechtach (bis 1810), Vohenstrauß (ab 1810), Waldmünchen (ab 1810), Wetterfeld, Winklarn (Herrschaftsgericht, ab 1814), Wörth LG (1811–1814, dann Herrschaftsgericht), Zaitzkofen (Herrschaftsgericht, ab 1813)
13. Rezatkreis: Der Rezatkreis mit der Hauptstadt Ansbach umfasste zunächst 13 Landgerichte und seit 1809 die kreisunmittelbaren Städte Ansbach, Dinkelsbühl und Rothenburg. 1810 wurde er erheblich vergrößert, darunter fast den ganzen Pegnitzkreis und das Fürstentum Bayreuth unterhalb Gebirgs. Gleichzeitig verlor er die Landgerichte Crailsheim und Gerabronn an Württemberg.
  1. Kreisunmittelbare Städte: Ansbach, Dinkelsbühl, Erlangen (ab 1812), Fürth (ab 1812), Nürnberg (ab 1810), Rothenburg ob der Tauber, Schwabach (ab 1810)
  2. Landgerichte: Altdorf (ab 1810), Ansbach, Burghaslach (Herrschaftsgericht, ab 1814), Cadolzburg (ab 1810), Crailsheim (bis 1810), Dinkelsbühl, Erlangen (ab 1812), Feuchtwangen, Forchheim (ab 1810), Gerabronn (bis 1810), Gräfenberg (ab 1810), Gunzenhausen, Heilsbronn, Herrieden, Hersbrück (ab 1810), Herzogenaurach (ab 1812), Höchstadt (ab 1810), Hohenlandsberg (Herrschaftsgericht, ab 1814), Lauf (ab 1810), Leutershausen, Markt Bibart (ab 1812), Markt Einersheim (Herrschaftsgericht, ab 1814), Markt Erlbach (ab 1812), Marktsteft, Neustadt an der Aisch (ab 1812), Nürnberg (ab 1810), Rothenburg, Schwarzenberg (Herrschaftsgericht, ab 1814), Schwabach (ab 1810), Sugenheim (Herrschaftsgericht, ab 1813), Uffenheim, Wassertrüdingen, Windsheim (ab 1812)
14. Rheinkreis (ab 1816): Nachdem die Pfalz 1816 bayerisch geworden war, wurde auch hier die Verwaltungsstruktur vom übrigen Bayern übernommen und für das linksrheinische Bayern der Rheinkreis mit der Hauptstadt Speyer eingerichtet. Im Gegensatz zu den Landgerichten im übrigen Bayern wurde hier das frühere französische Verwaltungssystem übernommen. So bestanden zunächst nur die vier Arrondissements Frankenthal, Kaiserslautern, Landau und Zweibrücken. Die Gliederung in zwölf Landkommissariate, abweichend von der Bezeichnung Landgericht im rechtsrheinischen Bayern, erfolgte erst 1818.
15. Salzachkreis: Der Salzachkreis mit der Hauptstadt Burghausen umfasste zunächst zehn Landgerichte und seit 1809 die kreisunmittelbare Stadt Burghausen. 1810 wurde er erheblich in Richtung Südosten (Salzburg) vergrößert, Salzburg wurde Sitz des Generalkommissariats. Ab 1814 wurde der Salzachkreis durch Abtretungen an Österreich erheblich verkleinert und schließlich 1817 aufgelöst. Dabei kamen einige Landgerichte zum Isarkreis und einige zum Unterdonaukreis.
  1. Kreisunmittelbare Städte: Burghausen, Salzburg (1811–1816)
  2. Landgerichte: Abtenau (1811–1816), Altötting (ab 1810), Berchtesgaden (ab 1811), Braunau (1810–1816), Burghausen, Eggenfelden, Emsburg (Herrschaftsgericht, 1816), Frankenmarkt (1810–1816), Gastein (1811–1816), Grieskirchen (1810–1816), Haag (1810–1816), Hallein (1810–1816), Hopfgarten (1811–1816), Kitzbühel (1810–1814), Laufen (ab 1810), Mattighofen (1810–1816), Mauerkirchen (1810–1816), Mautendorf (1811), Mittersill (1811–1816), Mondsee (Herrschaftsgericht, 1814–1816), Mühldorf (bis 1810), Neumarkt am Wallersee (1810–1816), Radstadt (1811–1816), Reichenhall, Ried (1810–1816), Rosenheim (bis 1810), Saalfelden (1811–1816), Salzburg (1811–1816), Sankt Johann (1811–1816), Sankt Michael (1811–1816), Simbach (bis 1810 und ab 1816), Tamsweg (1811–1816), Taxenbach (1811–1816), Teisendorf (1811–1816), Thalgau (1811–1816), Tittmoning (1811–1816), Traunstein, Trostberg (bis 1810), Vilsbiburg (bis 1810), Vöcklabruck (1810–1816), Wasserburg (bis 1810), Werfen (1811–1816), Zell am See (1811–1816), Zell am Ziller (1814–1816)
16. Unterdonaukreis: Der Unterdonaukreis mit der Hauptstadt Passau umfasste zunächst zehn Landgerichte und seit 1809 die kreisunmittelbare Stadt Passau. 1810 wurde er erheblich vergrößert.
  1. Kreisunmittelbare Städte: Passau, Straubing (ab 1810)
  2. Landgerichte: Deggendorf, Eggenfelden (ab 1810), Grafenau (ab 1811), Griesbach, Irlbach (Herrschaftsgericht, ab 1814), Landau, Mitterfels (ab 1810), Obernberg (1810–1816), Passau, Pfarrkirchen, Regen, Schärding (ab 1810), Viechtach (ab 1810), Viechtenstein (1810–1816), Vilshofen, Waizenkirchen (1810–1816), Wegscheid, Wolfstein

## Verwaltungsgliederung 1817 bis 1862
Die Verwaltungsneugliederung von 1817 führte sieben der zwischen 1808 und 1816 geschaffenen 16 Kreise mit vergrößertem Umfang weiter. Die anderen Kreise wurden aufgelöst. Zusätzlich wurde der Untermainkreis als achter Kreis neu errichtet.
1. Isarkreis, ab 1838 Oberbayern: Der 1808 gebildete Isarkreis mit der Hauptstadt München wurde 1817 vergrößert, gab aber auch einige Landgerichte an den Oberdonaukreis ab. 1838 wurde er in Oberbayern umbenannt und wurde erneut um einige Landgerichte vergrößert. Landshut kam 1838 zu Niederbayern, dessen historische Hauptstadt es auch war.
  1. Kreisunmittelbare Städte: Ingolstadt (ab 1838), Landshut (bis 1837), München
  2. Landgerichte: Aibling (ab 1838), Aichach (ab 1838), Altötting (ab 1838), Au (1831–1854), Berchtesgaden, Brannenburg (Herrschaftsgericht, 1814–1827), Bruck (ab 1823), Burghausen (ab 1838), Dachau, Dorfen (ab 1858), Ebersberg, Erding, Freising, Friedberg (ab 1838), Haag (ab 1838), Ingolstadt (ab 1838), Landsberg, Landshut (bis 1837), Laufen, Miesbach, Moosburg, Mühldorf, München (bis 1854), München links der Isar (ab 1854), München rechts der Isar (ab 1854), Neubeuern (Herrschaftsgericht, bis 1827), Neumarkt a.d.Rott (ab 1838), Pfaffenhofen, Prien (Herrschaftsgericht, bis 1848, dann GuP bis 1853, dann Landgericht), Rain (ab 1838), Reichenhall, Rosenheim, Schongau, Schrobenhausen (ab 1838), Starnberg, Tegernsee, Teisendorf (bis 1818), Tittmoning, Tölz, Traunstein, Trostberg, Vilsbiburg (bis 1837), Wasserburg, Weilheim, Werdenfels (ab 1814), Wolfratshausen
2. Oberdonaukreis, ab 1838 Schwaben und Neuburg: Der 1808 errichtete Oberdonaukreis mit der Hauptstadt Ulm, ab 1810 Eichstätt und ab 1817 Augsburg, wurde 1817 vergrößert und erhielt 1838 die Bezeichnung Schwaben und Neuburg.
  1. Kreisunmittelbare Städte: Augsburg, Donauwörth (ab 1850), Kaufbeuren (ab 1828), Kempten, Lindau (bis 1826 und ab 1827), Memmingen, Neuburg an der Donau (bis 1826 und ab 1828), Nördlingen (ab 1838)
  2. Landgerichte: Affing (Herrschaftsgericht, bis 1819), Aichach (bis 1837), Babenhausen (Herrschaftsgericht, bis 1848, dann GuP bis 1852, dann Landgericht), Bissingen (Herrschaftsgericht, 1838–1848, dann GuP bis 1852, dann Landgericht), Buchloe, Burgau, Buxheim (Herrschaftsgericht, bis 1848), Dillingen, Donauwörth, Edelstetten (Herrschaftsgericht, bis 1848), Friedberg (bis 1837), Füssen, Glött (UG ab 1819, dann HG bis 1827), Göggingen, Grönenbach, Harburg (Herrschaftsgericht, 1838–1848, dann GuP bis 1852), Höchstädt, Ichenhausen (Herrschaftsgericht, 1816–1834), Illereichen (Herrschaftsgericht, bis 1834), Illertissen, Immenstadt, Kaufbeuren, Kempten, Kirchheim (Herrschaftsgericht, bis 1837), Krumbach (ab 1837), Lauingen, Lindau, Mickhausen (Herrschaftsgericht, 1820–1848, dann GuP bis 1850), Mindelheim, Mönchsroth (Herrschaftsgericht, 1838–1848, dann GuP bis 1850), Monheim (ab 1838), Neuburg an der Donau, Neuburg an der Kammel (Herrschaftsgericht, 1820–1848, dann GuP bis 1850), Neu-Ulm (bis 1831 und ab 1842), Nordendorf (Herrschaftsgericht, 1820–1843), Oberdorf (Marktoberdorf), Obergünzburg, Oettingen Stu(Herrschaftsgericht, 1838–1848, dann GuP bis 1852, dann LG), Ottobeuren, Rain (bis 1837), Roggenburg (bis 1862), Sandizell (Herrschaftsgericht, bis 1820), Schrobenhausen (bis 1837), Schwabmünchen, Sonthofen, Thannhausen (Herrschaftsgericht, bis 1833), Türkheim, Ursberg (bis 1837), Wallerstein (Herrschaftsgericht, 1838–1848, dann GuP bis 1850, dann LG), Weiler, Weißenhorn (Herrschaftsgericht, 1821–1848, dann GuP bis 1852), Wemding (ab 1838), Wertingen, Zusmarshausen
3. Obermainkreis, ab 1838 Oberfranken: Der 1808 als Mainkreis mit der Hauptstadt Bamberg (ab 1812 Bayreuth) errichtete Kreis wurde 1817 in Obermainkreis umbenannt und etwas vergrößert. Gleichzeitig wurde der neue Untermainkreis errichtet. 1838 wurde der Obermainkreis in Oberfranken umbenannt.
  1. Kreisunmittelbare Städte: Bamberg, Bayreuth, Hof
  2. Landgerichte: Bamberg I, Bamberg II, Banz (Herrschaftsgericht, bis 1848, dann GuP bis 1851), Bayreuth, Berneck (ab 1840), Burgebrach, Ebermannstadt, Ebnath (Herrschaftsgericht, bis 1831), Eschenbach (bis 1837), Forchheim, Gefrees (bis 1840), Gräfenberg, Guttenberg (Herrschaftsgericht, 1819–1848, dann GuP bis 1849), Heinersreuth (Herrschaftsgericht, bis 1823), Herzogenaurach (ab 1838), Höchstadt, Hof, Hollfeld, Kemnath (bis 1837), Kirchenlamitz, Kronach, Kulmbach, Lauenstein (bis 1837), Lichtenfels, Ludwigsstadt (ab 1837), Mitwitz (Herrschaftsgericht, bis 1848, dann GuP bis 1849), Münchberg, Naila, Neustadt an der Waldnaab (bis 1837), Nordhalben (ab 1837), Pegnitz, Pottenstein, Rehau, Scheßlitz, Selb, Seßlach, Stadtsteinach, Tambach (Herrschaftsgericht, bis 1848, dann GuP bis 1849), Teuschnitz (bis 1837), Thiersheim (ab 1859), Thurnau (Herrschaftsgericht, 1822–1848, dann GuP bis 1852, dann Landgericht), Tirschenreuth (bis 1837), Waldsassen (bis 1837), Weidenberg, Weismain, Wunsiedel-Poppenreuth (Herrschaftsgericht, 1819–30), Wunsiedel
4. Regenkreis, ab 1838 Oberpfalz und Regensburg: Der 1808 errichtete Regenkreis mit der Hauptstadt Straubing, ab 1810 Regensburg, wurde 1817 vergrößert, trat aber auch etliche Landgerichte mit der ehemaligen Hauptstadt Straubing an den Unterdonaukreis ab. 1838 erhielt er die Bezeichnung Oberpfalz und Regensburg.
  1. Kreisunmittelbare Städte: Amberg, Eichstätt (1833–1837), Ingolstadt (bis 1837), Regensburg
  2. Landgerichte: Abensberg (bis 1837), Amberg, Auerbach (ab 1841), Beilngries (bis 1837), Burglengenfeld, Cham (ab 1838), Eichstätt (1833–1837), Erbendorf (ab 1849), Eschenbach (ab 1838), Falkenstein GuP (1848–1852, dann LG), Hemau, Hilpoltstein (ab 1838), Ingolstadt (bis 1837), Kastl, Kelheim (bis 1837), Kemnath (ab 1838), Kipfenberg (1833–1837), Laberweinting (Herrschaftsgericht, bis 1820), Nabburg, Neuburg vorm Wald, Neumarkt, Neustadt an der Waldnaab (ab 1838), Nittenau (ab 1838), Oberviechtach (ab 1840), Parsberg, Pfaffenberg (bis 1837), Regensburg (bis 1857), Regenstauf, Riedenburg, Roding, Stadtamhof, Sulzbach, Tirschenreuth (ab 1838), Vilseck (ab 1838), Vohenstrauß, Wackerstein (Herrschaftsgericht, bis 1821), Waldmünchen, Waldsassen (ab 1838), Winklarn (Herrschaftsgericht, bis 1840), Wörth (Herrschaftsgericht, bis 1848, dann GuP bis 1850, dann Landgericht), Zaitzkofen (Herrschaftsgericht, bis 1837), Regierungs- und Justizkanzlei Eichstätt (bis 1833), Eichstätt, (Herrschaftsgericht, bis 1833), Kipfenberg (bis 1833)
5. Rezatkreis, ab 1838 Mittelfranken: Der 1808 errichtete Rezatkreis mit der Hauptstadt Ansbach wurde 1817 erheblich vergrößert. Er gab jedoch auch einige Landgerichte an den Obermainkreis ab. 1838 wurde der Rezatkreis in Mittelfranken umbenannt.
  1. Kreisunmittelbare Städte: Ansbach, Dinkelsbühl, Eichstätt (ab 1838), Erlangen, Fürth, Nördlingen (bis 1837), Nürnberg, Rothenburg ob der Tauber, Schwabach
  2. Landgerichte: Altdorf, Ansbach, Beilngries (ab 1838), Bissingen (Herrschaftsgericht, bis 1837), Burghaslach (Herrschaftsgericht, bis 1848, dann GuP bis 1852), Cadolzburg, Dinkelsbühl, Eichstätt (ab 1838), Ellingen (Herrschaftsgericht, bis 1848, dann GuP bis 1852, dann LG), Erlangen, Feuchtwangen, Greding, Gunzenhausen, Harburg (Herrschaftsgericht, bis 1837), Heilsbronn, Herrieden, Hersbrück, Herzogenaurach (bis 1837), Hilpoltstein (bis 1837), Hohenlandsberg in Seehaus (Herrschaftsgericht, bis 1848, dann GuP Seehaus bis 1850), Kipfenberg (ab 1838), Lauf, Leutershausen, Maihingen (Herrschaftsgericht, bis 1823), Markt Bibart, Markt Einersheim (Herrschaftsgericht, bis 1848, dann GuP bis 1849), Markt Erlbach, Mönchsroth (Herrschaftsgericht, bis 1837), Monheim (bis 1837), Neustadt an der Aisch, Nördlingen (bis 1837), Nürnberg, Oettingen diesseits der Wörnitz (Herrschaftsgericht, bis 1823), Oettingen jenseits der Wörnitz (Herrschaftsgericht, bis 1823), Oettingen (Herrschaftsgericht, 1823–1837), Pappenheim (Herrschaftsgericht, bis 1848, dann GuP bis 1852, dann Landgericht), Pleinfeld (bis 1858), Roth (ab 1858), Rothenburg, Schwarzenberg (Herrschaftsgericht, bis 1848, dann GuP bis 1852, dann Landgericht Scheinfeld), Schillingsfürst (Herrschaftsgericht, 1821–1840, dann Landgericht), Schwabach, Sugenheim (Herrschaftsgericht, bis 1820), Uffenheim, Wallerstein (Herrschaftsgericht, bis 1837), Wassertrüdingen, Weißenburg, Wemding (1834–1837), Windsheim
6. Rheinkreis, ab 1838 Pfalz: Im 1816 errichteten Rheinkreis mit der Hauptstadt Speyer wurden 1818 zwölf „Landkommissariat“ genannte Verwaltungsbezirke geschaffen. 1838 wurde der Rheinkreis in Pfalz, auch Rheinpfalz genannt, umbenannt. Kreisunmittelbare Städte wurde hier erst 1910 (Landau in der Pfalz) und 1920 errichtet. 1825 trat Bayern Nieder- und Obersteinbach an Frankreich ab.
  1. Landkommissariate: Bergzabern, Frankenthal, Germersheim, Homburg, Kaiserslautern, Kirchheim, Kusel, Landau, Neustadt, Pirmasens, Speyer, Zweibrücken
7. Unterdonaukreis, ab 1838 Niederbayern: Der 1808 errichtete Unterdonaukreis mit der Hauptstadt Passau wurde 1817 erheblich vergrößert, er gab jedoch auch Landgerichte an andere Kreise ab. 1838 wurde er in Niederbayern umbenannt und der Kreissitz von Passau nach Landshut verlegt.
  1. Kreisunmittelbare Städte: Landshut (ab 1838), Passau, Straubing
  2. Landgerichte: Abensberg (ab 1838), Altötting (bis 1837), Bogen (ab 1838), Burghausen (bis 1837), Cham (bis 1837), Deggendorf, Dingolfing (ab 1838), Eggenfelden, Grafenau, Griesbach, Hengersberg (ab 1838), Kelheim (ab 1838), Kötzting, Landau, Landshut (ab 1838), Mainburg (ab 1857), Mallersdorf (ab 1840), Mitterfels, Osterhofen (ab 1838), Passau (bis 1838), Passau I (ab 1838), Passau II (ab 1838), Pfaffenberg (1838–1840), Pfarrkirchen, Regen, Rottenburg (ab 1838), Rotthalmünster (ab 1838), Simbach, Straubing, Viechtach, Vilsbiburg (ab 1838), Vilshofen, Wegscheid, Wolfstein, Zaitzkofen (Herrschaftsgericht, 1838–1848)
8. Untermainkreis, ab 1838 Unterfranken und Aschaffenburg: Der Untermainkreis wurde erst 1817 errichtet, nachdem das Großherzogtum Würzburg, das Fürstentum Aschaffenburg und einige andere Gebiete an Bayern gefallen waren. Seine Hauptstadt wurde Würzburg. Einige der Landgerichte waren bereits 1814 bzw. 1816 errichtet worden. 1838 wurde der Untermainkreis in Unterfranken und Aschaffenburg umbenannt.
  1. Kreisunmittelbare Städte: Aschaffenburg, Schweinfurt, Würzburg
  2. Landgerichte: Alzenau, Amorbach (Herrschaftsgericht, bis 1848, dann GuP bis 1852, dann Landgericht), Arnstein, Aschaffenburg, Aub (ab 1840), Aura (bis 1829), Baunach (ab 1840), Bischofsheim, Brückenau (ab 1819), Dettelbach, Ebern, Eltmann (ab 1819), Eschau (Herrschaftsgericht, bis 1824 und 1841–1848, dann GuP bis 1849), Euerdorf, Fechenbach (Herrschaftsgericht, bis 1818), Fladungen (bis 1828), Frammersbach (bis 1823), Gemünden, Gerolzhofen, Gersfeld (Herrschaftsgericht, 1820–1843), Gleusdorf (bis 1840), Hammelburg (ab 1819), Haßfurt, Hilders, Hofheim, Homburg (bis 1840), Kaltenberg (bis 1829), Karlstadt, Kissingen, Kitzingen, Kleinwallstadt (bis 1829), Klingenberg, Königshofen, Krombach (Herrschaftsgericht, bis 1820), Lohr, Marktbreit (Herrschaftsgericht, 1827–1848, dann GuP bis 1853, dann Landgericht), Marktheidenfeld (ab 1840), Marktsteft, Mellrichstadt, Miltenberg (Herrschaftsgericht, bis 1848, dann GuP bis 1849, dann Landgericht), Münnerstadt, Neustadt an der Saale, Obernburg, Ochsenfurt, Orb, Remlingen (Herrschaftsgericht, 1821–1848, dann GuP bis 1849), Röttingen (bis 1840), Rothenbuch, Rüdenhausen (Herrschaftsgericht, 1821–1848, dann GuP Rüdenhausen-Wiesentheid bis 1853), Schöllkrippen (ab 1858), Schweinfurt, Sommerhausen (Herrschaftsgericht, bis 1848, dann GuP bis 1849), Stadtprozelten (bis 1829 und ab 1853), Sulzheim (Herrschaftsgericht, bis 1848, dann GuP bis 1852), Tann (Herrschaftsgericht, bis 1834), Triefenstein (Herrschaftsgericht, bis 1821), Volkach, Werneck, Weyhers (ab 1819), Wiesentheid (Herrschaftsgericht, bis 1848, dann GuP Rüdenhausen-Wiesentheid bis 1853, dann Landgericht), Würzburg diesseits (rechts) des Mains, Würzburg jenseits (links) des Mains, Regierungs- und Justizkanzlei Kreuzwertheim (bis 1848), bestehend aus Kleinheubach HG, Kreuzwertheim  (Herrschaftsgericht) und Rothenfels  (Herrschaftsgericht).

## Verwaltungsgliederung 1862 bis 1972
Im Jahre 1862 wurden die „diesseitigen“, d. h. rechtsrheinischen, Kreise des Königreichs Bayern in 142 Bezirksämter und 16 kreisunmittelbare Städte eingeteilt. Dabei wurden zwischen einem und drei Bezirke der bisherigen „Landgerichte (älterer Ordnung)“ zu einem neuen Verwaltungsdistrikt zusammengefasst und diesen jeweils ein Bezirksamt zugeordnet. Die jeweiligen Landgerichte bestanden als Gerichtsbehörden weiter und wurden 1879 in Amtsgerichte umgewandelt. Die für Finanz- und Steuerverwaltung zuständigen Rentämter waren vorerst weiterhin analog den Landgerichten gegliedert. Nach dem Ersten Weltkrieg wurden aus den Rentämtern im Zuge der Einführung der Reichsfinanzverwaltung 1919 die Finanzämter als Reichsbehörden. Die Gliederung der Finanzämter wurde in der Folge denen der Bezirksämter angepasst.
Die 142 neu gebildeten Bezirksämter waren die Vorläufer der bis 1972 bestehenden 142 Landkreise. Die heutige Bezeichnung Landkreis führte man dabei erst 1939 ein. Die Bezeichnung „Kreis“ wurde ebenfalls in der NS-Zeit der preußischen Bezeichnung „Regierungsbezirk“ angeglichen. Aus den kreisunmittelbaren Städten wurden 1939 dementsprechend Stadtkreise, später die kreisfreien Städte. Dies wurde zwar in der Bayerischen Verfassung von 1946 ignoriert. Die heutigen Regierungsbezirke werden dort als „Kreise“ (ursprünglicher Begriff) bezeichnet. An den Stellen, an denen die Verfassung von 1946 von „Bezirken“ spricht, sind die Landkreise gemeint. In der Praxis setzten sich die deutschlandweiten Bezeichnungen aber durch.
1. Mittelfranken: Der Kreis Mittelfranken wurde 1880 geringfügig verändert. 1933 wurde er mit dem Kreis Oberfranken zum Kreis (ab 1939 Regierungsbezirk) Oberfranken und Mittelfranken mit Sitz in Ansbach vereinigt. 1948 wurde dieser Zusammenschluss wieder rückgängig gemacht.
  1. Kreisunmittelbare Städte/Stadtkreise/kreisfreie Städte: Ansbach, Dinkelsbühl (bis zum 31. März 1940), Eichstätt (bis zum 31. März 1940 und ab dem 1. April 1948), Erlangen, Fürth, Nürnberg, Rothenburg ob der Tauber (bis zum 31. März 1940 und ab dem 1. April 1948), Schwabach (bis zum 31. März 1940 und ab dem 1. April 1948), Weißenburg in Bayern (vom 16. Juli 1863 bis zum 31. März 1940 und ab dem 1. April 1949)
  2. Bezirksämter bzw. Landkreise: Ansbach, Beilngries (bis zum 31. Dezember 1879), Dinkelsbühl, Eichstätt, Erlangen, Feuchtwangen, Fürth, Gunzenhausen, Heilsbronn (bis zum 31. Dezember 1879), Hersbruck, Hilpoltstein (ab dem 1. Januar 1880), Lauf an der Pegnitz (ab 1908), Neustadt an der Aisch, Nürnberg, Rothenburg ob der Tauber, Scheinfeld, Schwabach, Uffenheim, Weißenburg in Bayern
2. Niederbayern: Niederbayern blieb seit 1838 im Wesentlichen unverändert. Der Kreissitz wurde damals von Passau nach Landshut verlegt. 1932 wurde der Kreis Niederbayern aufgelöst und mit dem Kreis Oberpfalz zum Kreis (ab 1939 Regierungsbezirk) Niederbayern und Oberpfalz vereinigt. Sitz der Regierung war Regensburg. Bis 1959 wurde entsprechend der Vorgabe des Artikels 185 der Bayerischen Verfassung von 1946 der Regierungsbezirk Niederbayern mit seiner Regierung in Landshut wiedererrichtet.
  1. Kreisunmittelbare Städte/Stadtkreise/kreisfreie Städte: Deggendorf (vom 1. Oktober 1879 bis zum 31. März 1940 und ab dem 1. April 1948), Landshut, Passau, Straubing
  2. Bezirksämter bzw. Landkreise: Bergreichenstein (25. März 1939 bis 1945), Bogen, Deggendorf, Dingolfing, Eggenfelden, Grafenau, Griesbach im Rottal, Landshut, Mainburg (ab 1901), Mallersdorf, Markt Eisenstein (25. März 1939 bis 1945), Passau, Pfarrkirchen, Prachatitz (25. März 1939 bis 1945), Regen, Rottenburg an der Laaber, Straubing, Viechtach, Vilsbiburg, Vilshofen, Wegscheid (bis zum 31. Dezember 1879 und ab 1888), Wolfstein
3. Oberbayern: Im Kreis Oberbayern mit der Hauptstadt München gab es seit 1862 keine Gebietsumgliederungen. Erst 1944 gab es eine Veränderung, indem der Landkreis Friedberg in den Regierungsbezirk Schwaben umgegliedert wurde.
  1. Kreisunmittelbare Städte/Stadtkreise/kreisfreie Städte: Bad Reichenhall (vom 1. April 1929 bis zum 31. März 1940 und ab dem 1. April 1948), Freising (vom 1. Juli 1862 bis zum 31. März 1940 und ab dem 8. Februar 1946), Ingolstadt, Landsberg am Lech (vom 1. Juni 1877 bis zum 31. März 1940 und ab dem 1. April 1948), München, Rosenheim (ab dem 1. April 1870), Traunstein (vom 1. Juli 1876 bis zum 31. März 1940 und ab dem 1. April 1948)
  2. Bezirksämter bzw. Landkreise: Aichach, Altötting, Bad Aibling (ab 1900), Bad Tölz (bis zum 19. Juni 1899 Tölz), Berchtesgaden, Dachau, Ebersberg Erding, Freising, Friedberg (bis 1944), Fürstenfeldbruck (bis zum 5. August 1908 Bruck), Garmisch-Partenkirchen (bis zum 19. Oktober 1878 Werdenfels, bis zum 31. Dezember 1934 Garmisch), Ingolstadt, Landsberg am Lech, Laufen, Miesbach, Mühldorf am Inn, München links der Isar (bis zum 31. Dezember 1879), München rechts der Isar (bis zum 31. Dezember 1879), München I (ab dem 1. Januar 1880 bis zum 30. September 1902), München II (ab dem 1. Januar 1880 bis zum 30. September 1902), München (ab dem 1. Oktober 1902), Pfaffenhofen an der Ilm, Rosenheim, Schongau, Schrobenhausen, Starnberg (ab dem 1. Oktober 1902), Traunstein, Wasserburg am Inn, Weilheim in Oberbayern, Wolfratshausen (ab dem 1. Oktober 1902)
4. Oberfranken: Im Kreis Oberfranken gab es zwischen 1838 und 1920 keine Gebietsveränderungen. Dann kam der ehemalige Freistaat Coburg zu Bayern und wurde dem Kreis Oberfranken angegliedert. Am 1. Januar 1933 wurde der Kreis Oberfranken mit dem Kreis Mittelfranken zum Kreis (ab 1939 Regierungsbezirk) Oberfranken und Mittelfranken vereinigt. Die Kreisregierung hatte ihren Sitz in Ansbach. Am 1. April 1948 wurde Oberfranken wieder ein eigenständiger Regierungsbezirk.
  1. Kreisunmittelbare Städte/Stadtkreise/kreisfreie Städte: Bamberg, Bayreuth, Coburg (ab dem 1. Juli 1920), Forchheim (vom 1. Januar 1889 bis zum 31. März 1940 und ab dem 1. April 1948), Hof, Kulmbach (vom 1. Januar 1890 bis zum 31. März 1940 und ab dem 20. Oktober 1945), Marktredwitz (vom 1. Dezember 1919 bis zum 31. März 1940 und ab dem 1. April 1948), Neustadt bei Coburg (vom 1. Juli 1920 bis zum 31. März 1940 und ab dem 7. Juni 1946), Rodach bei Coburg (vom 1. Juli 1920 bis zum 31. März 1940), Selb (vom 1. Juli 1919 bis zum 31. März 1940 und ab dem 1. April 1946)
  2. Bezirksämter bzw. Landkreise: Bamberg I (bis zum 30. September 1929), Bamberg II (bis zum 30. September 1929), Bamberg (ab dem 1. Oktober 1929), Bayreuth, Berneck '(bis zum 30. September 1929), Coburg (ab dem 1. Juli 1920), Ebermannstadt, Forchheim, Höchstadt an der Aisch, Hof, Kronach, Kulmbach, Lichtenfels, Münchberg, Naila, Pegnitz, Rehau, Stadtsteinach, Staffelstein, Teuschnitz (bis zum 31. Dezember 1879 und von 1888 bis zum 31. Mai 1931), Wunsiedel
5. Oberpfalz: Der ehemalige Regenkreis erhielt 1838 die Bezeichnung Oberpfalz und Regensburg. 1880 wurde er geringfügig verändert. 1932 wurde der Kreis Oberpfalz und Regensburg mit dem Kreis Niederbayern zum Kreis (ab 1939 Regierungsbezirk) Niederbayern und Oberpfalz vereinigt. Sitz der Kreisregierung war Regensburg. Ab 1939 gehörten auch drei neugebildete sudetendeutsche Landkreise zum Regierungsbezirk. Diese wurden 1945 jedoch wieder abgetrennt. Bis 1959 wurde entsprechend der Vorgabe des Artikels 185 der Bayerischen Verfassung von 1946 der Regierungsbezirk Oberpfalz als eigenständiger Regierungsbezirk wiedererrichtet.
  1. Kreisunmittelbare Städte/Stadtkreise/kreisfreie Städte: Amberg, Neumarkt in der Oberpfalz (vom 1. Januar 1903 bis zum 31. März 1940 und ab dem 1. April 1949), Regensburg, Schwandorf in Bayern (vom 1. Januar 1920 bis zum 31. März 1940 und ab dem 1. April 1948), Weiden in der Oberpfalz (ab dem 1. Januar 1919)
  2. Bezirksämter bzw. Landkreise: Amberg, Beilngries (ab dem 1. Januar 1880), Bergreichenstein (ab dem 25. März 1939 bis 1945), Burglengenfeld, Cham, Eschenbach in der Oberpfalz, Hemau (bis zum 31. Dezember 1879), Kemnath, Markt Eisenstein (ab dem 25. März 1939 bis 1945), Nabburg, Neumarkt in der Oberpfalz, Neunburg vorm Wald, Neustadt an der Waldnaab, Oberviechtach (ab 1900), Parsberg (ab dem 1. Januar 1880), Prachatitz (ab dem 25. März 1939 bis 1945), Regensburg, Riedenburg (ab 1908), Roding, Stadtamhof (bis 1929), Sulzbach-Rosenberg, bis zum 30. Juni 1934' Sulzbach, Tirschenreuth, Velburg (bis zum 31. Dezember 1879), Vohenstrauß, Waldmünchen
6. Pfalz (bis 1946): Der als Rheinkreis 1818 errichtete Kreis wurde 1838 in Pfalz umbenannt. Zu den 12 Bezirken kamen 1910 die kreisunmittelbare Stadt Landau und 1920 weitere sieben kreisunmittelbare Städte hinzu. Im selben Jahr musste Bayern das Bezirksamt Sankt Ingbert und Teile der Bezirksämter Homburg und Zweibrücken abtreten. Sie wurden Teil des Saargebiets. Im Jahr 1935 wurde das Saargebiet vom NS-Regime dem Reichskommissar für die Saarpfalz unterstellt mit Sitz in Saarbrücken, dessen Behörde 1940 mit der Bezirksregierung (bis Ende 1938 Kreisregierung) in Speyer zu einem neuen Amt mit Sitz in Kaiserslautern zusammengelegt wurde. Bereits 1940 wurde stattdessen Saarbrücken Hauptstadt dieses Verwaltungsbezirks.[6] Wegen des Näherrückens der Front wurde 1944 die Verwaltung nach Speyer verlegt. 1945 wurde die Pfalz von Bayern abgetrennt (Französische Besatzungszone) und 1946 Bestandteil des neuen Landes Rheinland-Pfalz.
  1. Kreisunmittelbare Städte/Stadtkreise/kreisfreie Städte: Frankenthal (Pfalz) (ab dem 1. März 1920), Kaiserslautern (ab dem 1. März 1920), Landau in der Pfalz (vom 1. Januar 1910 bis zum 31. März 1940), Ludwigshafen am Rhein (ab dem 1. März 1920), Neustadt an der Haardt, ab 1936 Neustadt an der Weinstraße (ab dem 1. März 1920), Pirmasens (ab dem 1. März 1920), Speyer (ab dem 1. März 1920), Zweibrücken (ab dem 1. März 1920)
  2. Bezirksämter bzw. Landkreise: Bergzabern, Dürkheim (1902 bis 1931), Frankenthal (Pfalz), Germersheim, Homburg (bis zum 30. Juni 1920), Kaiserslautern, Kirchheimbolanden, Kusel, Landau in der Pfalz, Ludwigshafen am Rhein (ab 1886), Neustadt an der Haardt, ab 1936 Neustadt an der Weinstraße, Pirmasens, Rockenhausen (ab 1900), Sankt Ingbert (1902 bis 1920), Speyer, Zweibrücken
7. Schwaben: Der ehemalige Oberdonaukreis erhielt 1838 die Bezeichnung Kreis Schwaben und Neuburg. 1938 fiel der Zusatz "und Neuburg" weg. 1944 wurde der Landkreis Friedberg aus dem Regierungsbezirk Oberbayern nach Schwaben umgegliedert.
  1. Kreisunmittelbare Städte/Stadtkreise/kreisfreie Städte: Augsburg, Dillingen an der Donau (vom 1. Januar 1878 bis zum 31. März 1940 und ab dem 1. April 1948), Donauwörth (bis zum 31. März 1940), Günzburg (vom 1. April 1872 bis zum 31. März 1940 und ab dem 1. April 1949), Kaufbeuren (bis zum 31. März 1940 und ab dem 1. April 1948), Kempten (Allgäu), Lindau (Bodensee) (bis zum 31. März 1940 und ab dem 25. September 1948, von 1945/46 bis zum 31. August 1955 nicht in Bayern), Memmingen (bis zum 31. März 1940 und ab dem 1. April 1948), Neuburg an der Donau (bis zum 31. März 1940 und ab dem 1. April 1948), Neu-Ulm (vom 1. März 1891 bis zum 31. März 1940 und ab dem 1. April 1948), Nördlingen (bis zum 31. März 1940 und ab dem 1. April 1949)
  2. Bezirksämter bzw. Landkreise: Augsburg, bis zum 30. September 1862 Göggingen, Dillingen an der Donau, Donauwörth, Friedberg (ab 1944), Füssen, Günzburg, Illertissen, Kaufbeuren, Kempten (Allgäu), Krumbach (Schwaben), Lindau (Bodensee) (von 1945/46 bis zum 31. August 1955 als Bayerischer Kreis Lindau nicht in Bayern), Marktoberdorf, bis zum 5. April 1909 Oberdorf, Memmingen, Mindelheim, Neuburg an der Donau, Neu-Ulm, Nördlingen, Schwabmünchen (ab dem 1. Oktober 1900), Sonthofen, Wertingen, Zusmarshausen (bis zum 30. September 1929)
8. Unterfranken: Der ab 1838 als Unterfranken und Aschaffenburg bezeichnete Kreis mit der Hauptstadt Würzburg musste 1866 das Bezirksamt Gersfeld an Preußen abtreten. 1938 wurde der Name in Mainfranken geändert. 1946 erhielt er als Regierungsbezirk Unterfranken seine noch heute gültige Bezeichnung.
  1. Kreisunmittelbare Städte/Stadtkreise/kreisfreie Städte: Aschaffenburg, Bad Kissingen (vom 1. Januar 1908 bis zum 31. März 1940 und ab dem 1. April 1948), Kitzingen (vom 1. August 1870 bis zum 31. März 1940 und ab dem 1. April 1948), Schweinfurt, Würzburg
  2. Bezirksämter bzw. Landkreise: Alzenau in Unterfranken, Aschaffenburg, Bad Kissingen, bis zum 23. April 1883' Kissingen, Bad Neustadt an der Saale, bis zum 30. Juni 1934 Neustadt an der Saale, Brückenau, ab dem 8. April 1970 Bad Brückenau, Ebern, Gemünden am Main (bis 1872 und ab 1902), Gerolzhofen, Gersfeld (bis 1866), Hammelburg, Haßfurt, Hofheim in Unterfranken (ab 1900), Karlstadt, Kitzingen, Königshofen im Grabfeld, Lohr am Main, Marktheidenfeld, Mellrichstadt, Miltenberg, Obernburg am Main, Ochsenfurt, Schweinfurt, Volkach (bis 1872), Würzburg

Die Einwohnerzahlen in der untenstehenden Tabelle stammten von der Volkszählung 1871.
| Kreisunmittelbare Stadt  | Einwohner 1871 |
| ------------------------ | -------------- |
| Ansbach                  | 12.636         |
| Dinkelsbühl              | 5.212          |
| Eichstätt                | 7.013          |
| Erlangen                 | 12.510         |
| Fürth                    | 24.577         |
| Nürnberg                 | 83.214         |
| Rothenburg ob der Tauber | 5.382          |
| Schwabach                | 6.702          |
| Weißenburg in Bayern     | 5.148          |
| Bezirksamt               | Einwohner 1871 |
| Ansbach                  | 24.612         |
| Beilngries               | 25.360         |
| Dinkelsbühl              | 25.092         |
| Eichstätt                | 21.946         |
| Erlangen                 | 12.878         |
| Feuchtwangen             | 25.994         |
| Fürth                    | 24.538         |
| Gunzenhausen             | 28.835         |
| Heilsbronn               | 16.237         |
| Hersbruck                | 33.791         |
| Neustadt an der Aisch    | 32.596         |
| Nürnberg                 | 30.959         |
| Rothenburg o. d. Tauber  | 16.184         |
| Scheinfeld               | 20.265         |
| Schwabach                | 27.700         |
| Uffenheim                | 29.972         |
| Weißenburg in Bayern     | 24.313         |
| Kreis Mittelfranken      | 583.666        |

| Kreisunmittelbare Stadt                | Einwohner 1871 |
| -------------------------------------- | -------------- |
| Landshut                               | 14.140         |
| Passau                                 | 13.379         |
| Straubing                              | 11.150         |
| Bezirksamt (ggf. Sitz)                 | Einwohner 1871 |
| Bogen                                  | 30.732         |
| Deggendorf                             | 38.934         |
| Dingolfing                             | 21.075         |
| Eggenfelden                            | 32.051         |
| Grafenau                               | 16.647         |
| Griesbach im Rottal                    | 31.185         |
| Kelheim                                | 30.891         |
| Kötzting                               | 23.959         |
| Landau (Isar)                          | 21.040         |
| Landshut                               | 25.605         |
| Mallersdorf                            | 19.472         |
| Passau                                 | 35.496         |
| Pfarrkirchen                           | 31.630         |
| Regen                                  | 21.461         |
| Rottenburg a. d. Laaber                | 33.167         |
| Straubing                              | 20.745         |
| Viechtach                              | 19.465         |
| Vilsbiburg                             | 26.324         |
| Vilshofen                              | 39.210         |
| Wegscheid                              | 18.115         |
| Wolfstein (in Ort, Ortsteil Wolfstein) | 28.216         |
| Kreis Niederbayern                     | 603.789        |

| Kreisunmittelbare Stadt | Einwohner 1871 |
| ----------------------- | -------------- |
| Freising                | 7.783          |
| Ingolstadt              | 13.157         |
| München                 | 169.693        |
| Rosenheim               | 5.779          |
| Bezirksamt              | Einwohner 1871 |
| Aichach                 | 37.014         |
| Altötting               | 29.933         |
| Berchtesgaden           | 16.360         |
| Bruck                   | 20.860         |
| Dachau                  | 20.260         |
| Ebersberg               | 22.544         |
| Erding                  | 34.645         |
| Freising                | 30.668         |
| Friedberg (Bayern)      | 21.533         |
| Ingolstadt              | 16.032         |
| Landsberg (Lech)        | 26.995         |
| Laufen                  | 28.692         |
| Miesbach                | 21.444         |
| Mühldorf a. Inn         | 29.636         |
| München links d. Isar   | 34.539         |
| München rechts d. Isar  | 26.360         |
| Pfaffenhofen a. d. Ilm  | 30.333         |
| Rosenheim               | 45.236         |
| Schongau                | 19.123         |
| Schrobenhausen          | 18.223         |
| Tölz                    | 12.887         |
| Traunstein              | 88.801         |
| Wasserburg a. Inn       | 33.103         |
| Weilheim i. Oberbayern  | 20.348         |
| Werdenfels              | 9.816          |
| Kreis Oberbayern        | 841.707        |

| Kreisunmittelbare Stadt | Einwohner 1871 |
| ----------------------- | -------------- |
| Bamberg                 | 25.738         |
| Bayreuth                | 17.841         |
| Hof                     | 16.010         |
| Bezirksamt              | Einwohner 1871 |
| Bamberg I               | 25.297         |
| Bamberg II              | 28.057         |
| Bayreuth                | 28.095         |
| Berneck                 | 16.280         |
| Ebermannstadt           | 24.397         |
| Forchheim               | 31.252         |
| Höchstadt a. d. Aisch   | 27.365         |
| Hof                     | 16.968         |
| Kronach                 | 28.374         |
| Kulmbach                | 30.897         |
| Lichtenfels             | 29.459         |
| Münchberg               | 24.960         |
| Naila                   | 22.493         |
| Pegnitz                 | 27.826         |
| Rehau                   | 25.511         |
| Stadtsteinach           | 19.648         |
| Staffelstein            | 20.145         |
| Teuschnitz              | 16.978         |
| Wunsiedel               | 37.472         |
| Kreis Oberfranken       | 541.063        |

| Kreisunmittelbare Stadt        | Einwohner 1871 |
| ------------------------------ | -------------- |
| Amberg                         | 11.688         |
| Regensburg                     | 29.185         |
| Bezirksamt                     | Einwohner 1871 |
| Amberg                         | 24.825         |
| Burglengenfeld                 | 22.359         |
| Cham                           | 23.841         |
| Eschenbach i. d. OPf.          | 23.494         |
| Hemau                          | 32.753         |
| Kemnath                        | 23.312         |
| Nabburg                        | 18.177         |
| Neumarkt i. d. OPf.            | 33.194         |
| Neunburg vorm Wald             | 32.396         |
| Neustadt a. d. Waldnaab        | 26.827         |
| Regensburg                     | 26.425         |
| Roding                         | 26.810         |
| Stadtamhof                     | 30.873         |
| Sulzbach                       | 17.079         |
| Tirschenreuth                  | 28.994         |
| Velburg                        | 26.186         |
| Vohenstrauß                    | 23.211         |
| Waldmünchen                    | 16.232         |
| Kreis Oberpfalz und Regensburg | 497.861        |

| Bezirksamt            | Einwohner 1871 |
| --------------------- | -------------- |
| Bergzabern            | 38.218         |
| Frankenthal (Pfalz)   | 44.368         |
| Germersheim           | 52.286         |
| Homburg (Saar)        | 47.815         |
| Kaiserslautern        | 59.219         |
| Kirchheimbolanden     | 50.050         |
| Kusel                 | 39.713         |
| Landau (Pfalz)        | 56.888         |
| Neustadt a. d. Haardt | 67.127         |
| Pirmasens             | 42.097         |
| Speyer                | 59.328         |
| Zweibrücken           | 57.926         |
| Kreis Pfalz           | 615.035        |

| Kreisunmittelbare Stadt    | Einwohner 1871 |
| -------------------------- | -------------- |
| Augsburg                   | 51.220         |
| Donauwörth                 | 3.443          |
| Kaufbeuren                 | 5.191          |
| Kempten (Allgäu)           | 11.223         |
| Lindau (Bodensee)          | 4.445          |
| Memmingen                  | 7.209          |
| Neuburg an der Donau       | 6.379          |
| Nördlingen                 | 7.079          |
| Bezirksamt                 | Einwohner 1871 |
| Augsburg                   | 37.146         |
| Dillingen a. d. Donau      | 43.305         |
| Donauwörth                 | 31.044         |
| Füssen                     | 14.116         |
| Günzburg                   | 32.105         |
| Illertissen                | 32.394         |
| Kaufbeuren                 | 19.397         |
| Kempten (Allgäu)           | 22.737         |
| Krumbach (Schwaben)        | 19.551         |
| Lindau (Bodensee)          | 24.462         |
| Memmingen                  | 30.481         |
| Mindelheim                 | 31.628         |
| Neuburg a. d. Donau        | 18.583         |
| Neu-Ulm                    | 16.138         |
| Nördlingen                 | 31.211         |
| Oberdorf                   | 19.480         |
| Sonthofen                  | 28.835         |
| Wertingen                  | 17.685         |
| Zusmarshausen              | 16.286         |
| Kreis Schwaben und Neuburg | 582.773        |

| Kreisunmittelbare Stadt              | Einwohner 1871 |
| ------------------------------------ | -------------- |
| Aschaffenburg                        | 9.212          |
| Kitzingen                            | 5.967          |
| Schweinfurt                          | 10.325         |
| Würzburg                             | 40.005         |
| Bezirksamt                           | Einwohner 1871 |
| Alzenau i. UFr.                      | 18.848         |
| Aschaffenburg                        | 31.958         |
| Brückenau                            | 13.719         |
| Ebern                                | 19.920         |
| Gemünden a. Main                     | 16.044         |
| Gerolzhofen                          | 20.662         |
| Hammelburg                           | 22.098         |
| Haßfurt                              | 27.238         |
| Karlstadt                            | 29.014         |
| Kissingen                            | 28.978         |
| Kitzingen                            | 19.778         |
| Königshofen (Grabfeld)               | 29.678         |
| Lohr a. Main                         | 12.540         |
| Marktheidenfeld                      | 33.140         |
| Mellrichstadt                        | 13.664         |
| Miltenberg                           | 18.548         |
| Neustadt a. d. Saale                 | 21.166         |
| Obernburg a. Main                    | 26.738         |
| Ochsenfurt                           | 25.307         |
| Schweinfurt                          | 30.923         |
| Volkach                              | 23.328         |
| Würzburg                             | 37.334         |
| Kreis Unterfranken und Aschaffenburg | 586.132        |

## Verwaltungsgliederung 1972 bis heute

Die sieben bayerischen Regierungsbezirke

Im Rahmen der Neugliederung Bayerns in Landkreise und kreisfreie Städte, die am 1. Juli 1972 in Kraft trat, wurden aus den bisherigen 143 Landkreisen insgesamt 71 neue Landkreise gebildet, von denen etliche am 1. Mai 1973 umbenannt wurden. Ferner verloren 23 der 48 noch bestehenden kreisfreien Städte ihre Kreisfreiheit. Sie erhielten zum Ausgleich den Titel Große Kreisstadt und einige zusätzliche Rechte gegenüber den sonstigen kreisangehörigen Gemeinden.
1. Mittelfranken
  1. Kreisfreie Städte: Ansbach, Erlangen, Fürth, Nürnberg, Schwabach
  2. Landkreise: Ansbach, Erlangen-Höchstadt (bis zum 30. April 1973 Erlangen), Fürth, Neustadt an der Aisch-Bad Windsheim (bis zum 30. April 1973 Neustadt an der Aisch), Nürnberger Land (bis zum 30. April 1973 Lauf an der Pegnitz), Roth (bis zum 30. April 1973 Roth bei Nürnberg), Weißenburg-Gunzenhausen (bis zum 30. April 1973 Weißenburg in Bayern)
2. Niederbayern
  1. Kreisfreie Städte: Landshut, Passau, Straubing
  2. Landkreise: Deggendorf, Dingolfing-Landau (bis zum 30. April 1973 Untere Isar), Freyung-Grafenau (bis zum 30. April 1973 Freyung), Kelheim, Landshut, Passau, Regen, Rottal-Inn (bis zum 30. April 1973 Rottal), Straubing-Bogen
3. Oberbayern
  1. Kreisfreie Städte: Ingolstadt, München, Rosenheim
  2. Landkreise: Altötting, Bad Tölz-Wolfratshausen (bis zum 30. April 1973 Bad Tölz), Berchtesgadener Land (bis zum 30. April 1973 Bad Reichenhall), Dachau, Ebersberg, Eichstätt, Erding, Freising, Fürstenfeldbruck, Garmisch-Partenkirchen, Landsberg am Lech, Miesbach, Mühldorf am Inn, München, Neuburg-Schrobenhausen (bis 30. April 1973 Neuburg an der Donau), Pfaffenhofen an der Ilm, Rosenheim, Starnberg, Traunstein, Weilheim-Schongau (bis zum 30. April 1973 Weilheim in Oberbayern)
4. Oberfranken
  1. Kreisfreie Städte: Bamberg, Bayreuth, Coburg, Hof
  2. Landkreise: Bamberg, Bayreuth, Coburg, Forchheim, Hof, Kronach, Kulmbach, Lichtenfels, Wunsiedel im Fichtelgebirge (bis zum 30. April 1973 Wunsiedel)
5. Oberpfalz
  1. Kreisfreie Städte: Amberg, Regensburg, Weiden in der Oberpfalz
  2. Landkreise: Amberg-Sulzbach (bis zum 30. April 1973 Amberg), Cham, Neumarkt in der Oberpfalz, Neustadt an der Waldnaab, Regensburg, Schwandorf (bis zum 30. April 1973 Schwandorf in Bayern), Tirschenreuth
6. Schwaben
  1. Kreisfreie Städte: Augsburg, Kaufbeuren, Kempten (Allgäu), Memmingen
  2. Landkreise: Aichach-Friedberg (bis zum 30. April 1973 Augsburg-Ost), Augsburg (bis zum 30. April 1973 Augsburg-West), Dillingen an der Donau, Donau-Ries (bis zum 30. April 1973 Nördlingen-Donauwörth), Günzburg (bis zum 30. April 1973 Günzkreis), Lindau (Bodensee), Neu-Ulm (bis zum 30. April 1973 Illerkreis), Oberallgäu, Ostallgäu (bis zum 30. April 1973 Marktoberdorf), Unterallgäu (bis zum 30. April 1973 Mindelheim)
7. Unterfranken
  1. Kreisfreie Städte: Aschaffenburg, Schweinfurt, Würzburg
  2. Landkreise: Aschaffenburg, Bad Kissingen, Haßberge (bis zum 30. April 1973 Haßberg-Kreis), Kitzingen, Main-Spessart (bis zum 30. April 1973 Mittelmain), Miltenberg, Rhön-Grabfeld (bis zum 30. April 1973 Bad Neustadt an der Saale), Schweinfurt, Würzburg